# Église Saint-Luc de Nantes
L'église Saint-Luc de Nantes est située à Nantes dans le département de Loire-Atlantique en France.
Elle est située à l'ouest de la ville, dans le quartier Breil - Barberie, rue Jules Noël. Elle appartient à la paroisse Saint-Luc-Saint-Louis-de-Montfort.

## Histoire
La construction du quartier du Breil-Malville en 1963 entraîne la création d'une chapelle temporaire en bois, et un projet d'église. Il se concrétise l'année suivante, selon les plans de l'architecte Pierre Pinsard avec l'aide de l'ingénieur Jean Prouvé.
L'esprit entourant sa conception, selon une interprétation radicalement réformiste du concile Vatican II prônée notamment par le Comité national d'art sacré, est de construire une église qui soit "maison du peuple de Dieu" plus que "maison de Dieu". Le bâtiment doit être polyvalent et pas spécialement un lieu de culte, comme les lieux de réunion des premiers chrétiens ; à l'origine il ne comporte même pas de croix. Le style est épuré et minimaliste à l'extrême.
L'église est inaugurée le 23 juillet 1967 et prend initialement le nom de "Maison du peuple chrétien". Mais la construction de nouveaux aménagements dans le quartier prive rapidement le bâtiment de son utilité pour les réunions d'associations laïques. Le sous-sol qui était censé être occupé par des associations et des commerces reste inoccupé. Finalement il est décidé de rebaptiser l'église "Saint-Luc" et de l'identifier comme telle avec une croix sur la façade.
Après avoir servi pendant plus de 55 années de lieu de culte, notamment par la célébration anticipée de la messe dominicale, le samedi à 18 heures 15, l'édifice est vendu fin 2022 par le diocèse de Nantes à la Mairie de Nantes, laquelle prévoit d'en faire une bibliothèque. La paroisse Saint-Luc-Saint-Louis-de-Montfort, couvrant le quartier Breil-Malville et Saint-Herblain Nord, dispose à compter de janvier 2023 d'un nouveau local sur Nantes, situé au 63, boulevard Pierre-de-Coubertin.

## Architecture
Le bâtiment est de style moderne et minimaliste, en béton brut.
Son aspect et agencement intérieur sont modulables en fonction des usages grâce à des panneaux escamotables. Ainsi en semaine la surface peut être réduite à cinquante places, et le dimanche agrandie à 758 places. De même, le chœur de l'église peut être caché par des panneaux, ce qui devait permettre d'utiliser le bâtiment pour des réunions laïques.
Elle reçoit le label « Architecture contemporaine remarquable » en 2014.